# Adolph Modéer
Adolph Modéer, född 15 april 1739 i Karlskrona, död 16 juli 1799 i Stockholm, var en svensk ekonomisk författare.
Modéer blev student vid Lunds universitet 1754 och tjänstgjorde från 1755 vid lantmäteristaten. Under 1760-talets första hälft förefaller han ha varit verksam i Kalmar län och han utgav där sitt första verk, Samling af kungliga förordningar... rörande lantmäteriet i Kalmar (1765). Efter sin verksamhet i Kalmar tjänstgjorde Modéer som kommissionslantmätare i Stockholms län där han vid 1769–1770 års riksdag verkade som sekreterare i kammar-, ekonomi- och kommersdeputationen. Där vann han stort anseende för sina kunskaper i kamerala ämnen, och av riksens ständer föreslogs det att utföra "ett sammandrag av de förordningar, som angå kammarverket och hushållningen med rikets hemman". Det är okänt om detta förslag fullföljdes, men 1771 befordrades han till ordinarie lantmätare i Gävleborgs län.
Modéer hade redan då publicerat den år 1767 prisbelönade Försök til en allmän historia om Svea rikes handel (i "Svenska Patriotiska sällskapets handlingar" 1770) samt påbörjat tryckningen av Samling af kungliga förordningar m.m. angående mått, mål och vigt. Det senare av dessa två verk blev som följd av förläggarens obestånd ej utgivet (1771). Modéer hade dessutom år 1770 blivit vald till Svenska Patriotiska sällskapets förste sekreterare, och i denna egenskap utgav han dess "Handlingar" (sex band, 1770–1782), "Hushållnings Journal" (1776–1789) och "Ny Journal uti hushållningen" (från 1790). På grund av dessa uppdrag begärde han 1776 på egen hand avsked från sin lantmäteritjänst, med bibehållen lön.
Som naturforskare utgav Modéer Anledning til stenrikets upställning på stadgade grunder (andra upplagan 1785) samt Bibliotheca helminthologica (1786) liksom en mängd rön i Vetenskapsakademiens handlingar. Gällande ekonomi och närstående ämnen utgav han bland annat Om nyttan för Sverige af handel och nybyggen i Indierna och på Afrika (1776), Handbok, innehållande huru mycket arbetsfolk etc. til åtskilliga göromål erfordras (1780), samt flera svar på av Vetenskapsakademien uppgivna frågor, ett presidietal där med mera. Han ägnade sig även åt numismatik och publicerade början av Inledning til närmare kunskap om swenske mynt och skådepenningar (1796).
De mest betydande resultaten av sin forskning på samhällslärans och den politiska ekonomins område publicerade Modéer i Skrifter af Sällskapet för allmänne medborgerlige kunskaper (fem band, 1794–1798), som han till största delen författade på eget håll. Han framträder där helt i upplysningens anda, med fördomsfrihet, blick för framtidens krav och fosterlandskärlek. Frågor som kvinnans rätt till likställighet med mannen, "ståndscirkulationen", handels- och näringsfrihet, svenska jordens jämnare beskattning, jordbrukets utveckling, folkundervisningen, med flera finns här behandlade eller antydda i mindre uppsatser. De flesta av dessa frågor går i starkt frisinnad riktning. Han gick dessutom så långt som att ifrågasätta nyttan av ärftlig jordegendom.
Under sina sista år ägnade Modéer sig åt folkbildning och utgav då Anledning för sockenskolmästare til deras sysslas förvaltande (1796), Lärobok, särdeles för allmogens barn (två kurser 1797, 1798), Försök til en lärobok eller undervisning uti de förste begreppen (1796) samt Läsning för menige mann (1798). Han var ledamot av Vetenskapsakademien (1786) och flera andra svenska och utländska lärda samfund.